# Сејлем (Северна Каролина)
Сејлем (енгл. Salem) насељено је место без административног статуса у америчкој савезној држави Северна Каролина.

## Демографија
По попису из 2010. године број становника је 2.218, што је 705 (-24,1%) становника мање него 2000. године.
| Група             | 2000.         | 2010.         |
| Белци             | 2.296 (78,5%) | 2.052 (92,5%) |
| Афроамериканци    | 465 (15,9%)   | 26 (1,2%)     |
| Азијати           | 53 (1,8%)     | 11 (0,5%)     |
| Хиспаноамериканци | 64 (2,2%)     | 94 (4,2%)     |
| Укупно            | 2.923         | 2.218         |